# دوگوش (آشتیان)
دوگوش روستایی از توابع بخش مرکزی شهرستان آشتیان در استان مرکزی ایران است.

## جمعیت
این روستا در دهستان مزرعه نو قرار دارد و براساس سرشماری مرکز آمار ایران در سال ۱۳۹۵، جمعیت آن ۵ نفر (۴خانوار) بوده‌است.